# Anthia aequilatera
Anthia aequilatera es una especie de escarabajo del género Anthia, familia Carabidae. Fue descrita científicamente por Klug en 1853.

## Distribución geográfica
Habita en Kenia, Tanzania, Malaui, Mozambique, Zimbabue y Botsuana.